# Ptahil
Ptahil (Engel der Schafft) ist eine mythische Gestalt der Mandäer. Er ist ein hybrides Schöpfer- und Lichtwesen und stellt das vierte Leben in der mandäischen Glaubenslehre dar.
Er wurde von seinem Vater Abathur beauftragt, die Welt Tibil und den ersten Menschen Adam pagria zu schaffen, was ihm nach  einigen Misserfolgen und mit Hilfe lebenden Feuers und der dämonischen Herrscherin Ruha gelang. Mana rubre, das erste Leben, missbilligt diese Tat und verdammt daraufhin Ptahil, womit er die Weltherrschaft verlor. Am Ende der Tage soll er von Hibil erlöst werden.